# Aspremont (Alts Alps)
Aspremont (en francès Aspremont) és un municipi francès situat al departament dels Alts Alps i a la regió de Provença – Alps – Costa Blava.

## Demografia
| 1841                                       | 1962 | 1968 | 1975 | 1982 | 1990 | 1999 | 2006 | 2016 |
| ------------------------------------------ | ---- | ---- | ---- | ---- | ---- | ---- | ---- | ---- |
| 612                                        | 171  | 191  | 182  | 196  | 216  | 238  | 294  | 350  |
| Des de 1962: població sense dobles comptes |      |      |      |      |      |      |      |      |

## Administració
| Període              | Identitat       | Partit |
| -------------------- | --------------- | ------ |
| abans o el 1973-2008 | Alban Palpant   | Centre |
| 2008-                | Jacques Francou | Dreta  |